# Pierre Fridaricus
Pierre Fridaricus era um prelado católico romano que serviu como bispo de Nisyros, uma das ilhas gregas.

## Biografia
Pierre Fridaricus serviu como bispo de Nisyros no final dos anos 1400.
Enquanto bispo, foi o consagrador principal de George Brann (bispo), bispo de Dromore (1483); Abel de Saint-Brieuc, Bispo Auxiliar de Reims (1483); Heinrich Kratz, Bispo Auxiliar de Naumburg (1484); Michael Hildebrand, arcebispo de Riga (1484); e Jean Orient, bispo de Terralba (1485). Também foi o principal co-consagrador de John Sherwood, Bispo de Durham (1484); George Browne, Bispo de Dunkeld (1484); e Bispo Jean (1484).